# Boxcalf
Als Boxcalf bezeichnet man  Leder vom Milchkalb.
Es wird chromgegerbt, durchgefärbt oder nur grundiert. Anschließend kommt ein Deckfarbenüberzug über das werdende Leder. Wird das Boxcalf durchgefärbt, wird es in einigen Fällen gekrispelt, dies verändert das natürliche Aussehen des feinen Narbens, der bei einem Milchkälbchen nur schwer zu erkennen ist. Die besonderen Merkmale des Boxcalf-Leders bestehen in der leicht schattigen Optik, dem seidigen Glanz und dem sehr feinen, gleichmäßigen Narben.
Hergestellt werden aus diesem Leder hochwertige Damen- und Herrenschuhe sowie feine Handtaschen.